# Hideki Todaka
Hideki Todaka (jap. 戸高 秀樹, Todaka Hideki; * 16. März 1973 in Miyazaki, Japan) ist ein ehemaliger japanischer Boxer im Superfliegengewicht.

## Profikarriere
1994 begann er erfolgreich seine Profikarriere. Am 13. Juli 1999 boxte er gegen Jesús Rojas um den Weltmeistertitel des Verbandes WBA und siegte durch einstimmige Punktrichterentscheidung. Diesen Titel verteidigte er insgesamt zweimal und verlor ihn im Oktober des darauffolgenden Jahres an Leo Gámez durch Knockout.
Im Jahre 2004 beendete er seine Karriere.